# شهرستان پیکنز (کارولینای جنوبی)
شهرستان پیکنز، کارولینای جنوبی (به انگلیسی: Pickens County, South Carolina) یک سکونتگاه مسکونی در ایالات متحده آمریکا است که در کارولینای جنوبی واقع شده‌است.

## خصوصیات
شهرستان پیکنز ۱٬۳۲۶٫۰۸ کیلومترمربع مساحت دارد.